# Relentless (Mortification)
Relentless è un album in studio del gruppo musicale Mortification, pubblicato nel 2002 dalla Rowe Productions.

## Tracce
1. Intro – 1:03
2. Web of Fire – 4:52
3. God Shape Void – 5:11
4. Priests of the Underground – 5:01
5. Bring Release – 4:01
6. Syncretize – 6:29
7. The Other Side of the Coin – 4:03
8. Altar of God – 5:58
9. Sorrow – 6:11
10. 3 of a Kind – 4:17
11. Arm of the Annointed – 3:50
12. New York Skies – 5:13
13. Apocalyptic Terror – 4:50

## Formazione
- Steve Rowe - voce, basso
- Jeff Lewis - chitarra
- Michael Jelinic - chitarra
- Adam Zaffarese - batteria